# Jurnal Dlia Vseh
Jurnal Dlia Vseh (în rusă Журнал для всех, Revista pentru toți) a fost o revistă lunară rusă publicată la Sankt Petersburg în perioada 1895-1906. Conținutul său era format în principal din bucăți literare și poezii, dar și din articole de istorie, de călătorii sau de popularizare a științei. Prețul neobișnuit de scăzut (doar o rublă pentru un abonament pe un an) a contribuit la popularitatea sa. 
Viktor Miroliubov care a venit la Jurnal Dlia Vseh în anul 1898 ca editor și redactor-șef, a adunat în jurul lui o echipă impresionantă de colaboratori obișnuiți, printre care Anton Cehov, Maxim Gorki, Alexandr Kuprin, Leonid Andreev, Vichenti Veresaiev, Evgheni Chirikov, Konstantin Balmont și Alexandr Hahanov. Prin 1903 tirajul revistei crescuse la 80 de mii de exemplare. Jurnal Dlia Vseh a fost închisă de către autoritățile ruse, în toamna anului 1906, după ce a publicat mai multe rapoarte privind frământările sociale ale muncitorilor din întreaga Rusie.
În perioada 1922-1925 a fost publicată la Leningrad revista Krasnîi Jurnal Dlia Vseh. În 1928 a fost fondată o revistă intitulată Jurnal Dlia Vseh, care în 1930 și-a schimbat numele în Proletarski Avangard.